# Alan Watson
Pour les articles homonymes, voir Watson.
Alan John Watson, baron Watson de Richmond (né le 3 février 1941) est un animateur de télévision, un homme politique libéral démocrate et un consultant en communication.

## Jeunesse et éducation
Il est le fils du révérend John William Watson et Edna Mary Peters. Il fait ses études au Diocesan College, Le Cap en Afrique du Sud et à Kingswood School à Bath. Il est Open Scholar en histoire au Jesus College, Cambridge 1959, State Scholar 1959 et obtient une maîtrise en 1963. Il est le vice-président de l'Union de Cambridge.
L'épouse allemande de Watson, Karen, est une artiste: ils ont deux fils, Stephen et Martin.

## Carrière

### Télévision
Watson rejoint la BBC après avoir obtenu son diplôme de l'Université de Cambridge en 1963, et devient plus tard présentateur régulier pour The Money Program sur BBC Two et Panorama sur BBC One. Il fait également des reportages sur la London Weekend Television, Radio 4 et le BBC World Service, et écrit et présente des documentaires primés pendant de nombreuses années. Il est l'un des contributeurs de studio au programme télévisé de la BBC de juin 1970 Election Night.
Il est membre et ancien président de la Royal Television Society. De 1976 à 1980, il est responsable des médias à la Commission européenne.

### Politique
En politique, le rôle notable de Watson est celui de président du Parti libéral. Il est nommé CBE en 1985 et, le 23 juillet 1999, est élevé à la Chambre des lords avec une pairie à vie en tant que baron Watson de Richmond, de Richmond dans le Borough londonien de Richmond upon Thames. Il est membre de la commission de la Chambre des lords sur l'Union européenne.
Il se présente quatre fois aux élections: en tant que candidat libéral pour Richmond aux élections générales d'octobre 1974 et en 1979 et en tant que candidat libéral-démocrate (SDP-Alliance libérale) pour Richmond et Barnes aux élections générales de 1983 et 1987. À ces quatre occasions, il arrive à la deuxième place, perdant face aux conservateurs.
En dehors du Royaume-Uni, Lord Watson est président de la Chambre de commerce britannique albanaise et membre du groupe de haut niveau du Parlement européen sur la Roumanie. Ses intérêts politiques sont "l'utilisation mondiale de l'anglais, l'Élargissement de l'Union européenne et les relations transatlantiques" .

### Communication
Lord Watson est président de CTN Communications, une agence de communication créative basée à St Martin's Lane dans le centre de Londres. Il conseille les dirigeants de grandes entreprises britanniques et internationales sur leurs communications, avec des clients tels que BP, BAE Systems et Tesco.